# Jakymivka
Jakymivka (ukrajinsky Якимівка; rusky Акимовка – Akimovka) je sídlo městského typu v Záporožské oblasti na Ukrajině. Leží na řece Malyj Utljuk (přítok Azovského moře) ve vzdálenosti zhruba 150 kilometrů jižně od Záporoží, správního střediska celé oblasti, a přibližně 20 kilometrů jihozápadně od Melitopolu. V roce 2012 žilo v Jakymivce bezmála dvanáct tisíc obyvatel. Od počátku ruské invaze na Ukrajinu je město okupováno Ruskou federací.

## Dějiny
První zmínka o Jakymivce je z roku 1833.
V roce 1874 bylo jižně od Jakymivky postaveno nádraží na dnešní železniční trati Sevastopol – Charkov.
V roce 1957 se Jakymivka stala sídlem městského typu.